# Уотертаун (Массачусетс)
Уотертаун (англ. Town of Watertown) — город в округе Мидлсекс штата Массачусетс (США). Он является частью Большого Бостона. Согласно переписи 2010 года, население города составляет 31 915 человек.

## История
На месте Уотертауна раньше находилось одно из первых европейских поселений в районе залива Массачусетс. Называлось оно плантацией Солтонстолла по имени основателя — сэра Ричарда Солтонстолла. Основано оно было в 1630 году. В ранних документах встречается также написание Уотертон (англ. Waterton). В годы Войны за независимость США в Уотертауне временно располагались некоторые органы революционной власти и правительство Массачусетса. В городе была создана Школа Перкинса для слепых, старейшее учебное заведение США для слепых.

## Армянская диаспора
Уотертаун является одним из крупнейших центров армянской диаспоры в США. По оценкам 2007 года, численность армянского населения в городе составляет от 7 до 8 тыс. — таким образом, по числу армян он находится на 3-м месте среди городов США, после Фресно и Глендейла (оба в Калифорнии). В городе действует храм святого Стефана, принадлежащий армянской апостольской церкви, издаётся несколько газет для представителей диаспоры на английском и армянском языках.